# Лелюк Юрій Іванович
Юрій Іванович Лелюк (4 січня 1963, Березне) — радянський та український футболіст, що грав на позиції півзахисника і захисника. Відомий за виступами за низку клубів другої ліги СРСР, найбільш відомий за виступами в складі рівненського «Авангарда», у складі якого зіграв понад 120 матчів у чемпіонатах СРСР, та ставав бронзовим призером чемпіонату УРСР у 1981 році, брав участь також у складі «Авангарда» в сезоні 1990 року, коли команда також здобула 3-тє місце в українській зоні другої ліги.

## Клубна кар'єра
Юрій Лелюк народився в Березному, і розпочав займатися футболом у місцевій ДЮСШ. Розпочав виступи на футбольних полях у місцевій аматорській команді «Случ» у 1980 році. наступного року перспективного молодого футболіста запросили до головної команди області — ровенського «Авангарда», який виступав у другій радянській лізі. У першому ж сезоні в ровенському клубі Юрій Лелюк став гравцем основного складу, й став володарем бронзових медалей чемпіонату УРСР, які вручалися за третє місце в українській зоні другої ліги. Футболіст грав у основі «Авангарда» до початку 1984 року, коли його призвали на строкову службу в Радянську Армію. Службу Лелюк проходив спочатку у дублюючому складі команди першої ліги СКА «Карпати», а пізніше грав за команду ЛВВПУ. Після повернення з армії футболіст нетривалий час знову виступав у складі «Авангарда», а з початку 1986 року став гравцем іншої команди другої ліги — «Шахтар» з Караганди. Разом із ним до Караганди з України прибули захисники Василь Деркач і Павло Брюхов. У новій команді Юрій Лелюк відзначився у першому сезоні неабиякою результативністю. забивши у ворота суперників 9 м'ячів, поділивши у списку бомбардирів команди 2—3 місця. У карагандинській команді Лелюк грав до початку 1988 року. після чого став гравцем аматорського клубу «Булат» із Темиртау. У кінці 1988 року повернувся в Україну, де зіграв 3 матчі за друголіговий клуб «Торпедо» з Луцька. Наступного року Юрій Лелюк знову поїхав до Казахстану, де грав за клуб другої ліги з Кустаная, який на той час носив назви «Енергетик» і «Кустанаєць». У кінці 1990 року повернувся до рівненського «Авангарда», проте зіграв лише 3 матчі чемпіонату, що було недостатньо для отримання бронзових медалей чемпіонату УРСР. У 1991 році Юрій Лелюк грав у складі дрогобицької «Галичини» у буферній зоні другої ліги СРСР. Після проголошення незалежності України Лелюк у 1992 році зіграв 5 матчів за жидачівський «Авангард» у перехідній лізі, після чого закінчив виступи на футбольних полях.